# Policystyka
Policystyka – XVIII-wieczna nauka administracji i polityki ekonomicznej.

## Wprowadzenie
Policystyka była to nauka o regulowaniu całości życia społecznego przez monarchę, rozwijająca się szczególnie w państwach niemieckich w XVII i XVIII wieku. Policyści katalogowali, rejestrowali, opisywali obszary działania i zadania administracji publicznej państw oświeconego absolutyzmu. Formułowali programy i postulaty działania administracji; często mieszając zagadnienia techniki zarządzania, ustroju państwa, podatków, spraw ekonomicznych i statystycznych. Skupiali się przede wszystkim na sprawach finansowo-skarbowych, technice rachunkowej, a także metodach sporządzania spisów ludności.
Policyści podnosili hasła eudajmonizmu, praw natury, dobra ogólnego, państwa dobrobytu, często próbując tworzyć zalążki państwa policyjnego, w którym życie poddanych miało być poddane kontroli administracyjnej. Usiłowali ograniczać arbitralność monarchy absolutnego, ale nie negowali podstaw absolutnej władzy monarszej. Król (i jemu podporządkowany rząd) posiadał monopol na zarząd państwem, wedle zasady „wszystko dla ludu – bez ludu”.
Policyści kładli nacisk na rozwój rolnictwa, aprowizacji, przemysłu, rzemiosła, handlu, komunikacji, oświaty, nauki, zasiedlanie niezamieszkanych, lub rzadko zamieszkanych obszarów (Peuplierungspolitik), poprawę zdrowia poddanych, bezpieczeństwa publicznego, rozbudzanie religijności, pielęgnowanie dobrych obyczajów.
Monarcha według policystów miał wprowadzać reformy odgórnie i racjonalnie. W Austrii, za cesarza Józefa II, policystyka była nierozerwalnie związana z józefinizmem (polityką Józefa II wobec Kościoła katolickiego i religii).
Jednym z najwybitniejszych policystów był Joseph von Sonnenfels, autor podstawowego podręcznika z zakresu policystyki: „Zasady nauki policji, handlu i finansów”.

## Policyści
- Christian Thomasius (1655–1728)
- Christian Wolff (1678–1754)
- David Georg Strube (1694–1776)
- Johann Jacob Moser (1701–1785)
- Johann Heinrich Gottlob von Justi (1717–1771)
- Johann Friedrich von Pfeiffer (1718–1787)
- Johann Stephan Pütter (1725–1807)
- Joseph von Sonnenfels (1733–1817)
- Günther von Berg (1765–1843)

- A. H. Müller (1779–1829)
- E. von Vattel (1714–1767)
- K.G. Rössig
- H. Jung
- F. Fischer
- N. de la Marre
- L.H. Jakob
- J.P. Harl
- J. N. Moreau

### Policyści w Polsce
- Remigiusz Ładowski (1738–1798)
- Gotfryd Lengnich (1689–1774)
- Fryderyk Florian Skarbek (1792–1866)